# 细梗青荚叶
细梗青荚叶（学名：Helwingia himalaica var. gracilipes）为山茱萸科青荚叶属下的一个变种。

## 扩展阅读
- 維基物種上的相關：细梗青荚叶